# Diuris pulchella
Diuris pulchella är en orkidéart som beskrevs av David Lloyd Jones. Diuris pulchella ingår i släktet Diuris och familjen orkidéer. Inga underarter finns listade i Catalogue of Life.